# Fusell Murata
El Fusell Murata (村田銃, Murata jū) va ser el primer fusell de servei de disseny i producció local japonesa, i va ser adoptat en 1880 com el Fusell d'un tret Murata Tipus 13 Meiji. El 13 fa referència a l'any en què va ser adoptat el fusell, l'any 13 del període de l'Emperador Meiji, segons el calendari japonès, el que equivaldria a 1880 en el calendari gregorià.

## Dessenvolupament
El desenvolupament de l'arma va ser lent i va necessitar establir una estructura industrial adequada per a poder donar suport al seu disseny i posterior producció. Abans de produir armes de manera local, el recent Exèrcit Imperial Japonès havia necessitat importar fusells per a poder equipar els seus soldats des dels temps de les Guerra Boshin, amb una especial predilecció pels fusells francesos Fusell Chassepot, i els britànics Fusell Snider–Enfield i el fusell americà Fusell Spencer. Això va ser aproximadament 300 anys més tard de que Japó dissenyés les seves primeres amres de foc, derivades dels dissenys de Pany de metxa portuguesos, creant els Arcabús Tanegashima, i durant el Període del comerç Nanban es va veure la creació dels arcabussos Nanban.
Gràcies a les experiències de combat de la Guerra Boshin, es va veure la necessitat d'estandarditzar un model, i l'Exèrci Imperial Japonès va veure de manera impressionada el nou disseny de munició metàl·lica francesa que utilitzava el fusell Fusell Gras Model 1874. El disseny va ser produït al Japó pel Major Murata Tsuneyoshi, un oficial d'Infanteria de l'Exèrcit Imperial Japonès. Adoptat durant el 13è any del regnat de l'Emperador Meiji, el fusell va ser designat com a Tipus 13, i va començar a ser produït com el fusell Tipus 13 d'un sol tret de forrellat d'11 mm en 1880.
Algunes millores superficials, com una montura per a baioneta i altres petites modificacions van portar a la redessignació del Tipus 13 a Tipus 18 en 1885. Es van dur a terme diverses millores en el mateix any, entre les que destacava la creació d'un carregador tubular i/o de caixa per al fusell, el que va acabar creant el Tipus 22, que utilitzava un carregador tubular i va ser recalibrat per a utilizatr bales de 8mm. El Tipus 22 va ser el primer fusell japonès en utilitzar pólvora sense fum, i va entrar en servei en 1889.
Tres models de baionetes van ser produïdes per els fusells Tipus 13 i Tipus 18, que eren fusells d'un sol tret, i l'últim model de baioneta va ser produït per al Tipus 22, que era un model de diversos trets o de repetició.

## Historial de combat

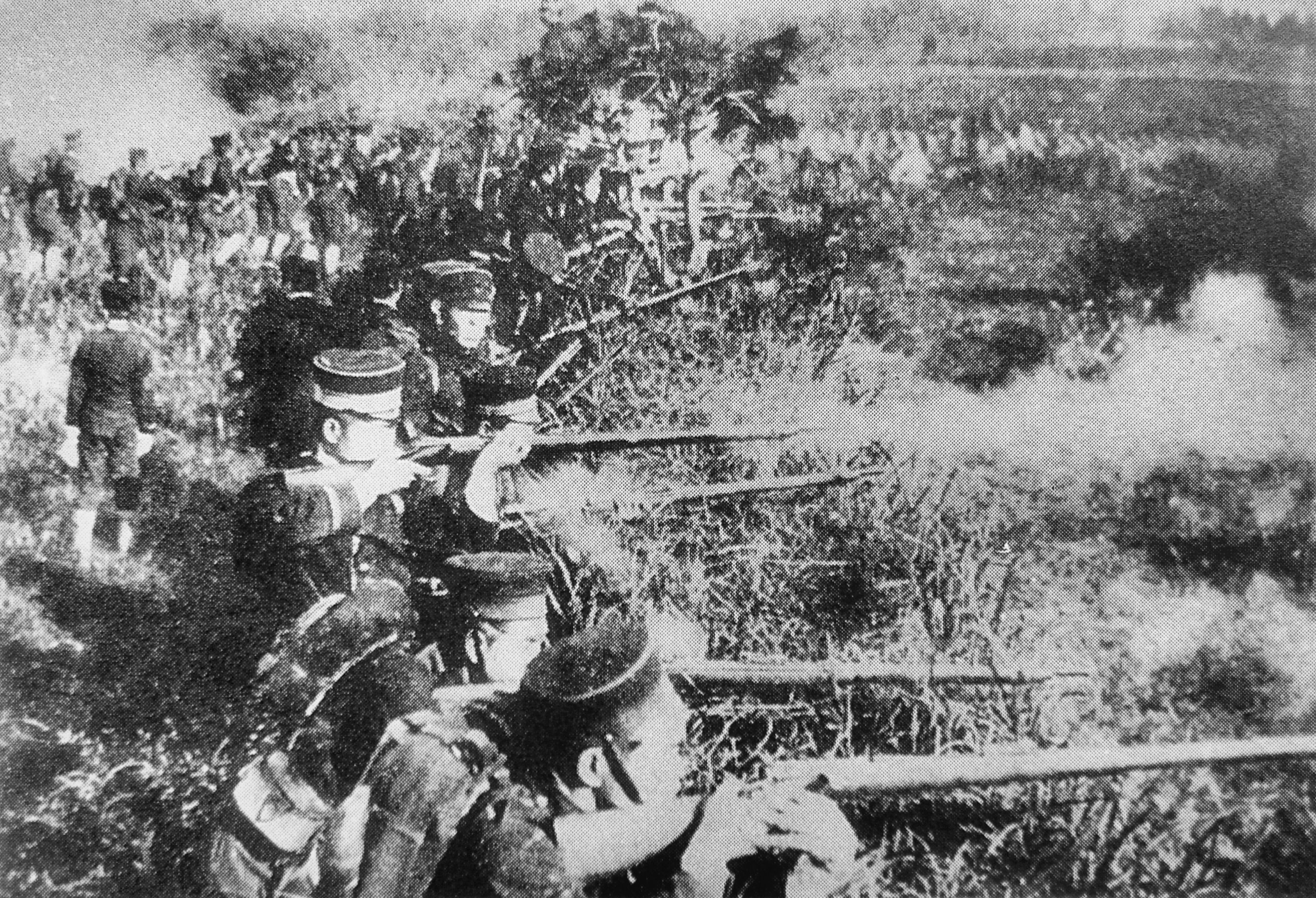
Soldats japonesos durant la Primera Guerra Sino-japonesa, equipats amb fusells Murata.

El fusell Murata va ser el fusell estàndard de l'Exèrcit imperial japonès durant la Primera Guerra Sino-japonesa (1894-1895) i la Rebel·lió dels bòxers. L'Exèrcit Imperial Japonès va ser ràpid en veure que fins i tot la millor variant del fusell, el Tipus 22 tenia diverses errates de disseny que el feien inferior a molts altres fusells. Seguint les experiències de combat de la Primera Guerra Sino-japonesa, es va decidir substituir el fusell Murata pel fusell Arisaka Tipus 30, el qual havia sigut dissenyat el 1898, i que endemés utilitzava pólvora sense fum. El fusell Tipus 30 era molt fiable en qualsevol situació i terreny. Per culpa de la baixa producció del nou Tipus 30, moltes unitats de la reserva d'infanteria que eren enviades al front a final de la guerra encara estaven equipades amb fusells Murata Tipus 22 dirant la Guerra Russojaponesa de 1904-1905.
Quan el fusell Murata va ser venut i equipat a les Filipines per part del Japó, aquest fusell va ser utilitzat per les forces dels Katipunan des de 1896 a 1897 mitjançant el tràfic d'armes i després a les tropes filipines de l'Exèrcit Revolucionari Filipí que van lluitar contra les forces colonials espanyoles de 1896 a 1898 durant la Revolució Filipina, la Guerra hispano-estatunidenca en 1898 i també van ser utilitzats contra les forces colonials americanes durant la Guerra filipino-estatunidenca de 1899 a 1901.

## Variants
- Tipus 13 (1880): model preliminar (11x60mmR). Fusell de forrellat d'un sol tret.
- Tipus 16 (1883): versió carrabina del Tipus 13 (11×60mmR). Derivat del Tipus 13, estructuralment era idèntic.
- Tipus 18 (1885): versió final (11×60mmR). Mecanismes interns i ergonomia millorats.[7]
- Tipus 22 (1889): calibre més petit i comptava amb major capacitat de dispar gràcies a un carregador intern (8×53mmR). Comptava amb un carregador tubular de 8 trets.[7]
- Carrabina Tipus 22 (1889): versió carrabina del Tipus 22 (8×53mmR). El carregador tubular comptava només amb 5 trets.
- Civilian models (various): usually retired Type 13s and Type 18s; were commonly converted to bolt action shotguns via omission of bayonet lugs and rifling.

## Usuaris
- Philippines[8]
- Republic of China: Alguns fusells Tipus 13 van ser utilitzats per alguns caps militars, incloent la Camarilla de Fengtian.[9]
- Japan[5]

### Usuaris no països
- Katipunan: Alguns fusells van ser introduïts en les Filipines Espanyoles.[6] 100.000 fusells Murata van ser ontinguts mitjançant préstecs i tràfic d'armes.[10]